# Contracte Sant
El Contracte Sant és el conveni signat el 27 de maig del 1405 entre els creditors censalistes, en la seva majoria barcelonins, i els jurats que establí que la majoria dels ingressos recaptats per la Universitat s'havien de consignar (Universal Consignació) per tal de quitar els interessos del deute i amortitzar-lo.
Els creditors censalistes havien de designar cada any un clavari, encarregat de la recaptació i administració dels imposts. A la vegada s'establí la prioritat dels creditors catalans sobre els mallorquins. Aquest contracte havia de mantenir la seva vigència fins que s'amortitzà per complet el deute públic. Suposà la culminació d'un procés d'endeutament de la Universitat de la Ciutat i Regne de Mallorca que s'havia iniciat a mitjan segle xiv, sobretot a causa de la contribució a l'ambiciosa política exterior dels reis de la Corona d'Aragó i que s'havia agreujat amb les males collites de 1402 i 1405 i la inundació de la Ciutat de Mallorca de l'any 1403.
Amb aquest acord, Mallorca perdé el control dels seus recursos financers, però el 1425-26 l'acord entrà en crisi perquè la Universitat de Mallorca decidí suspendre el pagament dels interessos dels creditors catalans. El 1431 s'arribà a la Concòrdia de Barcelona. El 1440 tornaren a sortir problemes i l'objectiu d'amortitzar el deute no s'aconseguí mai del tot, fins i tot a pesar dels intents de l'època del rei Ferran el Catòlic amb la seva política de redreç.